# III-V族半導体
| 族   | 13    | 14 | 15    |    |
| 周期 |       |    |       | 殻 |
| 2    |       |    | 7 N   | L  |
| 3    | 13 Al |    | 15 P  | M  |
| 4    | 31 Ga |    | 33 As | N  |
| 5    | 49 In |    | 51 Sb | O  |

III-V族半導体（さんごぞくはんどうたい）は、III族元素とV族元素を用いた半導体である。III-V族化合物半導体とも呼ぶ。代表的なIII族元素としてはアルミニウム(Al)・ガリウム(Ga)・インジウム(In)、V族元素としては窒素(N)・リン(P)・ヒ素(As)・アンチモン(Sb)がある。この他にホウ素(B)・タリウム(Tl)・ビスマス(Bi)もIII-V族半導体を構成する元素である。またV族元素として窒素を用いた窒化ガリウム(GaN)・窒化アルミニウム(AlN)・窒化インジウム(InN)などを特に窒化物半導体と呼ぶ。
代表的な半導体であるケイ素(Si)と比較して、III-V族化合物半導体はその多くが直接遷移型の半導体であるため、発光ダイオード・レーザダイオードをはじめとする発光素子に用いられる。またケイ素とはバンドギャップエネルギーが異なるため、フォトダイオードといった受光素子にも用いられる。例えば現在の赤・緑・青色などの発光ダイオードは、ほぼすべてIII-V族半導体を材料としている。また高い電子移動度を利用して、極超短波以上の増幅には、ガリウムヒ素(GaAs)を用いた電界効果トランジスタが広く使われている。
これらIII族元素とV族元素を1種類ずつ組み合わせたガリウムヒ素・リン化インジウム(InP)・窒化ガリウムといった化合物半導体を2元系混晶と呼ぶ。さらに結晶基板（ガリウムヒ素・リン化インジウム・エピタキシャル窒化ガリウムなど）の上での結晶成長により、インジウム・ガリウム・ヒ素(InGaAs)・ゲイナス(GaInNAs)といった3元系・4元系の化合物半導体も作成できる。3元以上の混晶では、その組成比によってバンドギャップエネルギー・格子定数・光学特性を連続的に変化させられる。また結晶成長の際に格子定数を一定に保ったままバンドギャップエネルギーを変化させた層を組み合わせれば、量子井戸構造などの量子効果も得られる。